# Josef Hoben
Josef Hoben (* 27. Mai 1954 in Unterraderach, Bodenseekreis; † 26. November 2012) war ein deutscher Schriftsteller und Literaturhistoriker.

## Leben
Hoben wuchs in der heutigen Teilgemeinde Friedrichshafens, in Unterraderach auf. Nach seiner Kindheit im Internat Bischöfliches Studienheim Regina Pacis schloss er eine Ausbildung zum Industriekaufmann ab. Er war Zeitsoldat, danach machte er das Abitur auf dem zweiten Bildungsweg. Anschließend studierte er Germanistik und Geschichte an der Universität Konstanz und schloss mit der Magisterprüfung (M.A.) ab. Nach 4 Jahren als wissenschaftlicher Mitarbeiter begann er zu schreiben, zunächst erzählerische Versuche sowie themengebundene Anthologien für einen kirchlichen Verlag, dann spezialisierte er sich auf regionale Literaturgeschichte und gründete den Kleinverlag „de scriptum“. Mit Walter Neumann veröffentlichte er 2001 die Anthologie „Landmarken. Seezeichen. Texte der Meersburger Autorenrunde.“ Dem 70. Geburtstag von Martin Walser gewidmet war der Band „He, Patron!“.
In seinem autofiktionalen Roman Lossprechung widmet er einige Kapiteln seines Aufwachsens im Bischöflichen Studienheim Regina Pacis anschaulich und wahrheitsgetreu. Er schildert darin seinen sexuellen Missbrauchsfall durch einen Mitschüler und der verstörend wirkenden Reaktion durch Rektor Otto Baur wie eigener Mutter. Der Entwicklungsroman ist eine Auseinandersetzung mit diesem zentralen Jugenderlebnisses des Autors.
In seinen letzten Lebensjahren arbeitete er als Lehrer am Wirtschaftsgymnasium Ehingen.
Der Autor war bis 2007 Landesvorsitzender im Verband deutscher Schriftsteller (VS) Baden-Württemberg. Er war Leiter des Literaturforums Uhldingen-Mühlhofen, Mitglied der Meersburger Autorenrunde, des Forums „Allmende“, der Robert-Walser-Gesellschaft, des Internationalen Bodensee-Clubs sowie des Förderkreises deutscher Schriftsteller.

## Preise / Stipendien
- 1995 Stipendiat der Kunststiftung Baden-Württemberg
- 1995 Arbeitsstipendium des Förderkreises deutscher Schriftsteller
- 1998 Stadtschreiber von Soltau (Lüneburger Heide)
- 2000/2001 Stipendium der Schweizer Autorengruppe Olten in Paris
- 2001 Kunstförderpreis der Stadt Friedrichshafen

## Werke
- Mercystetten - Högyész: Geschichte eines Dorfes in der „Schwäbischen Türkei“. Uhldingen 1989
- Högyész (Tolnau) im 18. und 19. Jahrhundert. München 1990
- Thomas Mann und die Seinen am Bodensee. Friedrichshafen 1991
- Heinrich Hansjakob. Der Rebell in der Soutane. Eine kritische Würdigung von Leben und literarischem Schaffen des einstigen Hagnauer Dorfpfarrers (1869–1884), in: Schriften des Vereins für Geschichte des Bodensees und seiner Umgebung, 109. Jg. 1991, S. 153–160 (Digitalisat)
- Heinrich Hansjakob. Rebell in der Soutane. (= Literatur der Euregio; 1). Uhldingen 1994
- Norbert Jacques. Der Erfinder des „Dr. Mabuse“. Uhldingen 1994
- Ferienvergnügen. Erzählungen. Uhldingen 1996
- Nauwieser Notizen / Nachlaßrettung. Erzählung. Uhldingen 1996
- Lossprechung. Ein Roman. Tübingen 1998
- Emanuel von Bodman. Ein Dichter vom gefährdeten Glück. Friedrichshafen 1998
- Vermutungen über das Glück. Alltagsgeschichten. Tübingen 1999
- Friedrichshafen - Ein verlorenes Stadtbild. Gudensberg-Gleichen 2000
- Friedrichshafen - Bewegte Zeiten: Die 50er Jahre. Gudensberg-Gleichen 2001